# Чулу (гора, Непал)
Чулу  — гора в Гималаях, входит в состав горного массива Дамодар-Гимал, находящегося в центральной части Непала. Главная вершина Чулу имеет высоту высоту 6584 м.

## Вершины Чулу
Существует неоднозначность в наименованиях вершин Чулу — например, основная вершина (6584 м) в одних источниках называется Чулу Восточная, в других — Чулу Центральная.
Наиболее часто встречаются следующие варианты наименования:

### Наименование вершин, вариант №1
| Вершина                | Высота, м | Координаты                      |
| ---------------------- | --------- | ------------------------------- |
| Чулу Восточная         | 6584      | 28°44′09″ с. ш. 84°02′10″ в. д. |
| Чулу Западная          | 6419      | 28°44′36″ с. ш. 84°01′32″ в. д. |
| Чулу Восточная-дальняя | 6059      | 28°43′49″ с. ш. 84°05′10″ в. д. |

### Наименование вершин, вариант №2
| Вершина                | Высота, м | Координаты                      |
| ---------------------- | --------- | ------------------------------- |
| Чулу Центральная       | 6584      | 28°44′09″ с. ш. 84°02′10″ в. д. |
| Чулу Восточная         | 6429      | 28°43′29″ с. ш. 84°03′09″ в. д. |
| Чулу Западная          | 6419      | 28°44′36″ с. ш. 84°01′32″ в. д. |
| Чулу Восточная-дальняя | 6059      | 28°43′49″ с. ш. 84°05′10″ в. д. |

## Восхождения
Первое восхождение на главную вершину Чулу было совершено в 1955 году командой немецких альпинистов.
В настоящее время восхождения на Чулу поставлены на коммерческую основу, ряд туристических компаний Непала предлагает свои услуги по организации экспедиций. Гора считается относительно безопасной, но требующей определённого уровня альпинистской подготовки.